# Насос шиберний
Насос шиберний (рос. насос шиберный, англ. guided-vane pump, нім. Flügelzellenpumpe f, Zellenpumpe f, Drehschieberpumpe f) — різновид роторного насоса, в якому робочим органом є шибери (пластини).